# Kenmare (Dakota Północna)
Kenmare – miasto w Stanach Zjednoczonych, w stanie Dakota Północna, w hrabstwie Ward.